# المنذر ربيع العلوي
المنذر ربيع العلوي (من مواليد 31 مارس 1995)، هو لاعب كرة قدم عماني محترف يلعب مع نادي الوحدات الأردني والمنتخب العماني.

## المسيرة
ظهر لأول مرة على المستوى الدولي في فريق شبابه مع عمان تحت 19 سنة في هزيمة 6-0 ضد العراق في بطولة آسيا للشباب تحت 19 عاما 2014 في ميانمار. كما ظهر في منتخب عمان تحت 23 عام ضد الصين في هزيمة 3–0 في بطولة آسيا للشباب تحت 19 عاما 2018 في الصين. في 5 سبتمبر 2019، حقق العلوي ظهوره الأول وسجل أول هدفين له مع عمان ضد الهند في الفوز 1–2 في تصفيات كأس العالم 2022.

## الإحصائيات الدولية

### الأهداف الدولية
المصدر:
| رقم | التاريخ        | الملعب                                         | الخصم    | الهدف | النتيجة | المنافسة               |
| --- | -------------- | ---------------------------------------------- | -------- | ----- | ------- | ---------------------- |
| 1.  | 5 سبتمير 2019  | ملعب إنديرا غاندي لألعاب القوى، جواهاتي، الهند | الهند    | 1–1   | 2–1     | تصفيات كأس العالم 2022 |
| 2.  | 5 سبتمير 2019  | ملعب إنديرا غاندي لألعاب القوى، جواهاتي، الهند | الهند    | 2–1   | 2–1     | تصفيات كأس العالم 2022 |
| 3.  | 15 أكتوبر 2019 | استاد الجنوب، الدوحة، قطر                      | قطر      | 1–1   | 1–2     | تصفيات كأس العالم 2022 |
| 4.  | 14 نوفمبر 2019 | مجمع السلطان قابوس الرياضي، مسقط، عمان         | بنغلاديش | 2–0   | 4–1     | تصفيات كأس العالم 2022 |
| 5.  | 2 ديسمبر 2019  | ملعب عبد الله بن خليفة، الدوحة، قطر            | السعودية | 1–2   | 1–3     | كأس الخليج العربي 24   |

## روابط خارجية
- المنذر ربيع العلوي على موقع ناشيونال فوتبول تيمز (الإنجليزية)
- المنذر ربيع العلوي على موقع Soccerway.com (الإنجليزية)